# Edel Wasserman
Edel Wasserman (* 29. Juli 1932 in New York City) ist ein US-amerikanischer Chemiker (Theoretische Chemie, Organische Chemie).

## Biografie
Wasserman studierte an der Cornell University mit dem Bachelor-Abschluss 1953 und an der Harvard University mit dem Master-Abschluss 1954 und der Promotion 1959 bei William E. Moffett und Paul D. Bartlett. Von 1957 bis 1976 war er wissenschaftlicher Angestellter der Bell Laboratories. 1962/63 war er Gastprofessor an der Cornell University und 1967 bis 1976 Professor an der Rutgers University. 1976 wurde er Forschungsdirektor der Allied Chemical Corporation und ab 1981 in der Forschungszentrale von DuPont. 1983 bis 1992 war er dort Associate Director of Technology. Im Ruhestand war er Berater von DuPont.
Er ist einer der Begründer der chemischen Topologie, worüber er 1961 einen grundlegenden Aufsatz mit Harry L. Frisch veröffentlichte und den Begriff einführte. Darunter fallen zum Beispiel Catenane und zu Knoten verschlungene Moleküle. 1960 veröffentlichte er den ersten Nachweis eines Catenans. Die von ihm behauptete erste Catenan-Synthese konnte aber nicht bestätigt werden (sie gelang Arthur Lüttringhaus und Gottfried Schill 1964).
1999 war er Präsident der American Chemical Society. Er ist Mitglied der American Association for the Advancement of Science. 2002 war er Vorsitzender des Council of Scientific Society Presidents (CSSP).
1971 bis 1976 war er einer der Herausgeber des Journal of the American Chemical Society und 1982 bis 1988 von Chemical Review.
1955 heiratete er Zelda Rakowitz, mit der er einen Sohn und eine Tochter hat.

## Schriften (Auswahl)
- Chemical Topology, Scientific American, November 1962